# Surtesjön
Surtesjön är en sjö i Ale kommun och Göteborgs kommun i Västergötland och ingår i Göta älvs huvudavrinningsområde. Sjön är 12 meter djup, har en yta på 1,02 kvadratkilometer och befinner sig 98,3 meter över havet. Vid provfiske har bland annat abborre, gers, gädda och karp fångats i sjön.
Väster om sjön finns stadsdelen Lövgärdet i stadsdelsområdet Gunnared och tätorten Surte i Ale. Det mesta av Surtesjön ligger inom Vättlefjälls naturreservat som är ett Natura 2000-område.
Det finns tre iordningställda badplatser runt sjön, varav två ligger i Lövgärdet och en i Surte. Runt södra och västra delarna av sjön går det grusbelagda promenadvägar, resten tar man sig runt på vanliga skogsstigar.
Vid Vättlestugan i södra ändan kan man hyra kanot. Det är lätt att från Surtesjön bära kanoten över till Gäddevattnet, för att vidare paddla via kanaler till bl.a. Stentjärnen, Skyrsjön och Stora Kroksjön.
Vid Surtesjöns badplats träffas ibland Göteborgs Klädsimmarklubb, som har aktiviteter för medlemmar.

## Delavrinningsområde
Surtesjön ingår i delavrinningsområde (641778-127672) som SMHI kallar för Utloppet av Surtesjön. Medelhöjden är 105 meter över havet och ytan är 3,85 kvadratkilometer. Det finns ett avrinningsområde uppströms, och räknas det in blir den ackumulerade arean 4,49 kvadratkilometer. Vattendraget som avvattnar avrinningsområdet har biflödesordning 2, vilket innebär att vattnet flödar genom totalt 2 vattendrag innan det når havet efter 21 kilometer. Avrinningsområdet består mestadels av skog (72 %). Avrinningsområdet har 1,03 kvadratkilometer vattenytor vilket ger det en sjöprocent på 26,6 %. Bebyggelsen i området täcker en yta av 0,05 kvadratkilometer eller 1 % av avrinningsområdet.

## Fisk
Vid provfiske har följande fisk fångats i sjön:
- Abborre
- Gärs
- Gädda
- Karp
- Mört

## Bilder

Surtesjön
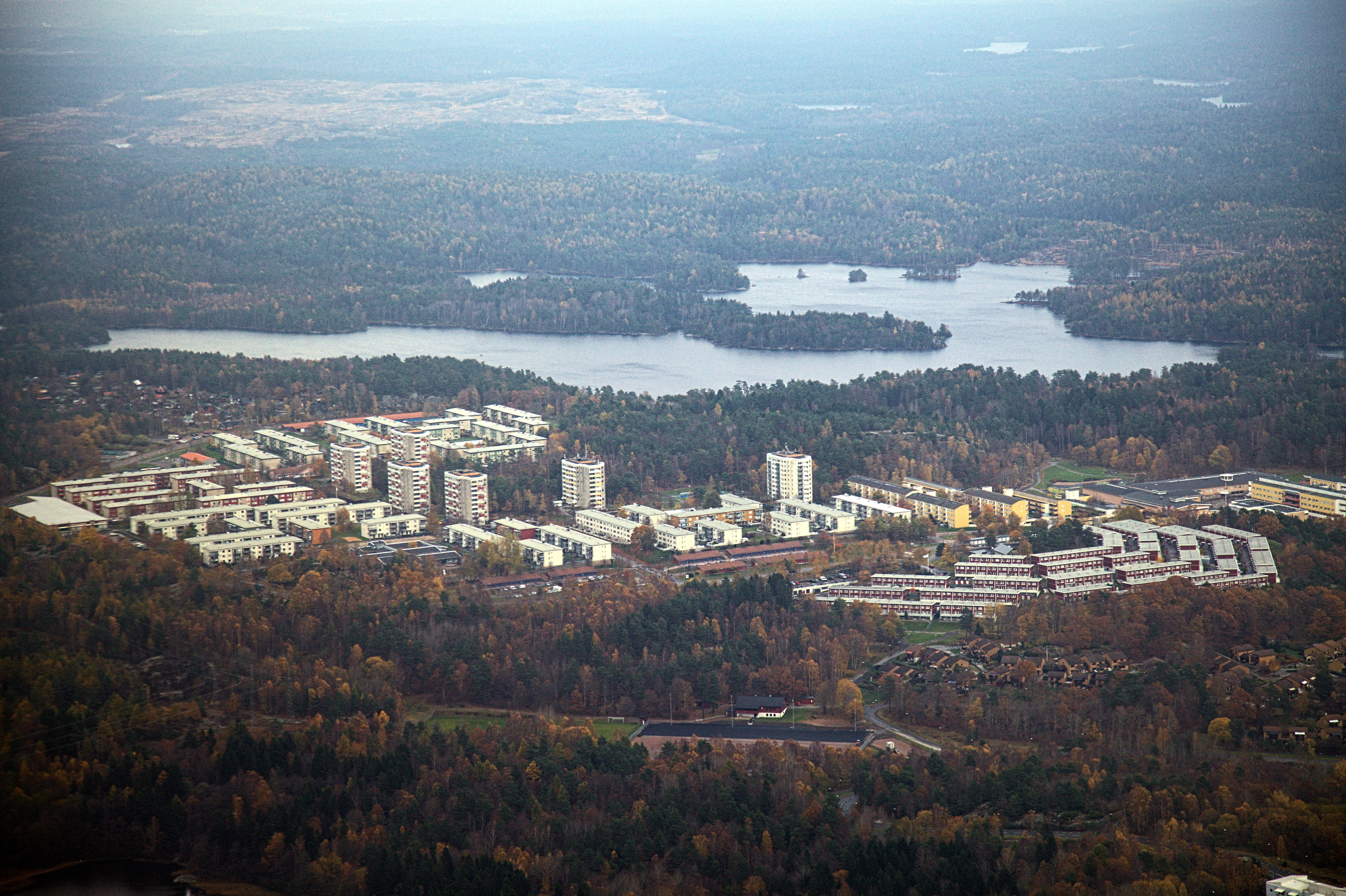
Helikopterbild från sydväst med Lövgärdet i förgrunden.
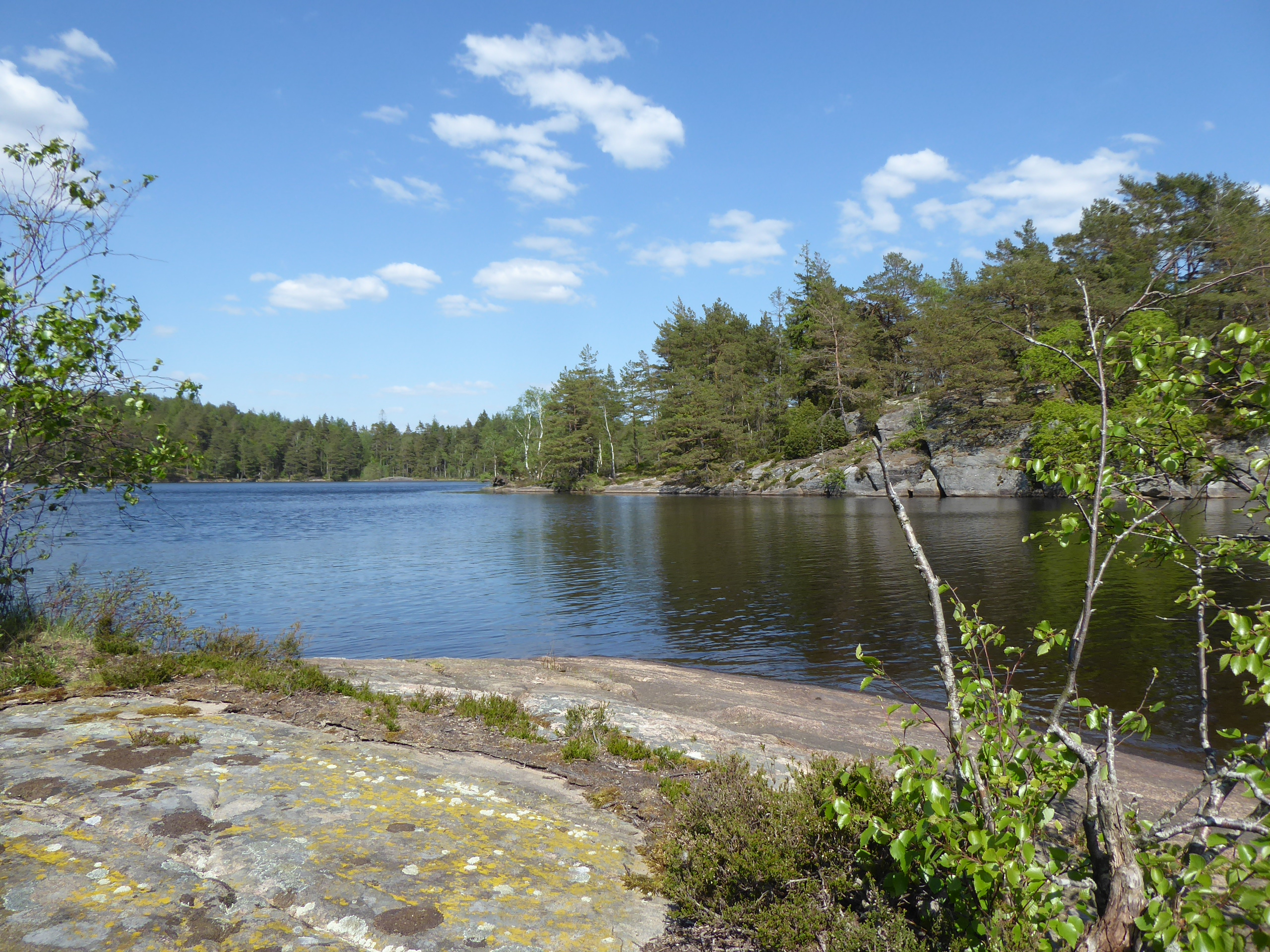
Surtesjöns norra del i maj 2024.
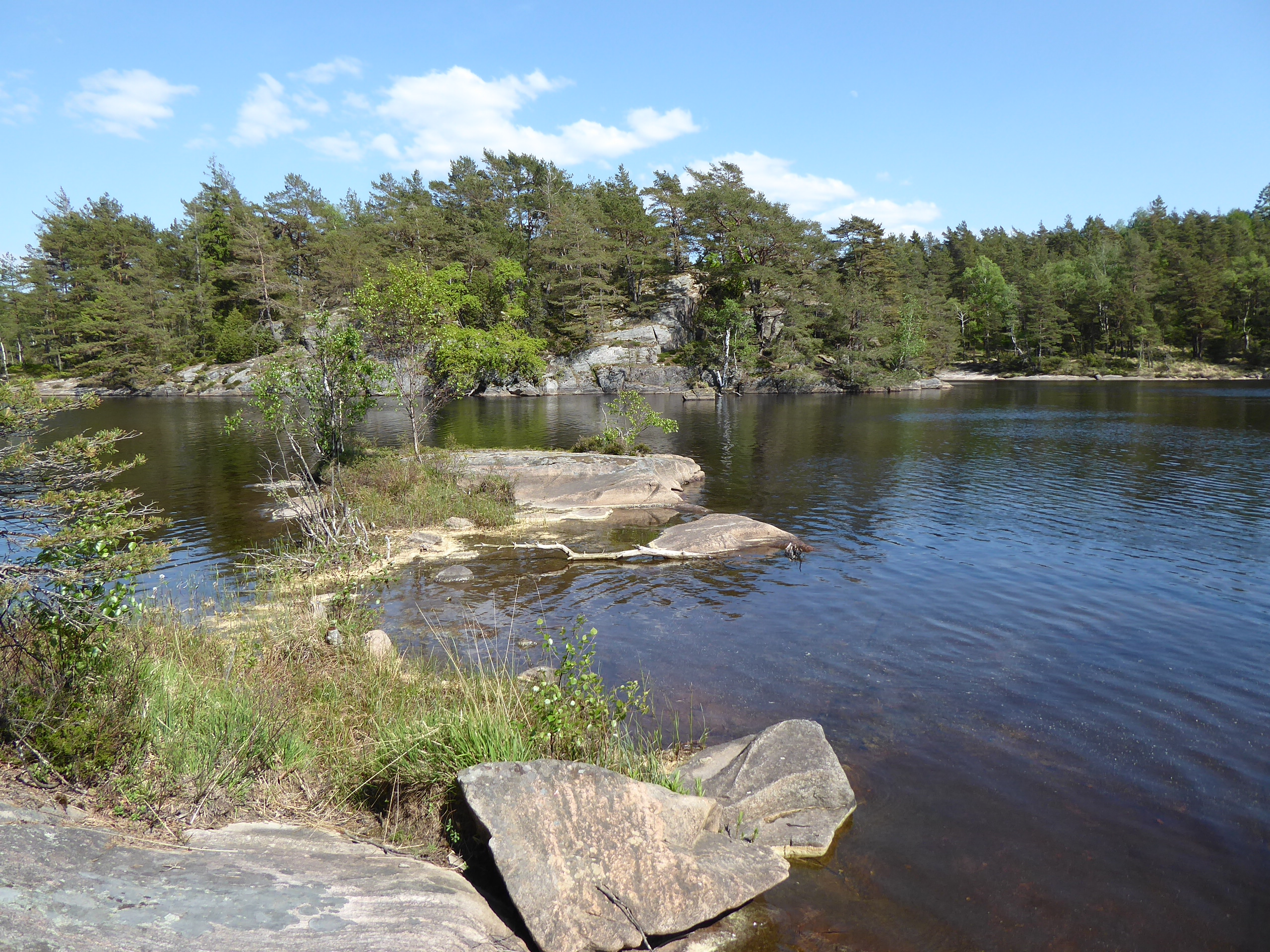
Landtungan i Surtesjöns mitt i maj 2024.
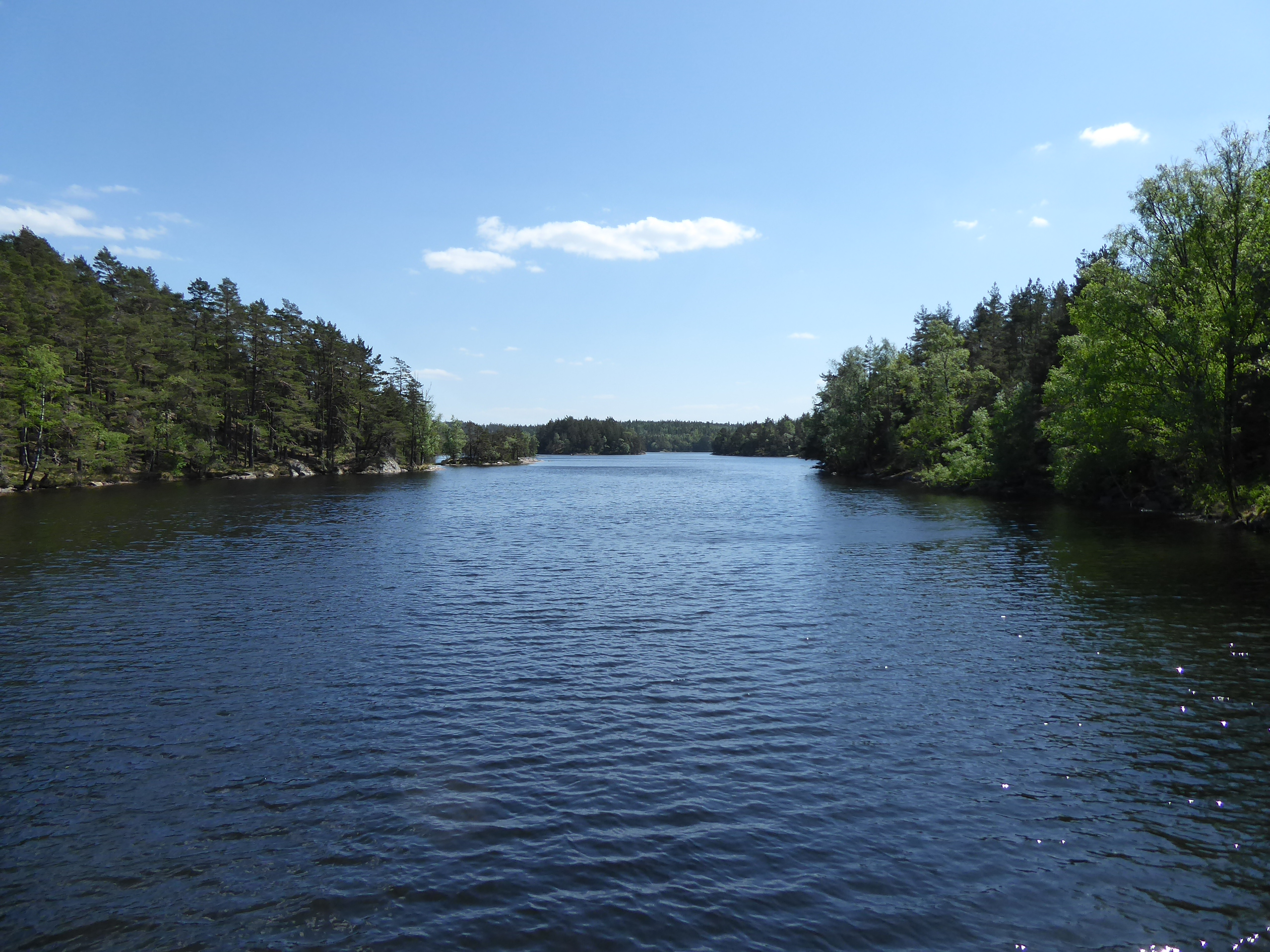
Surtesjöns östra sjö-del från norr i maj 2024.
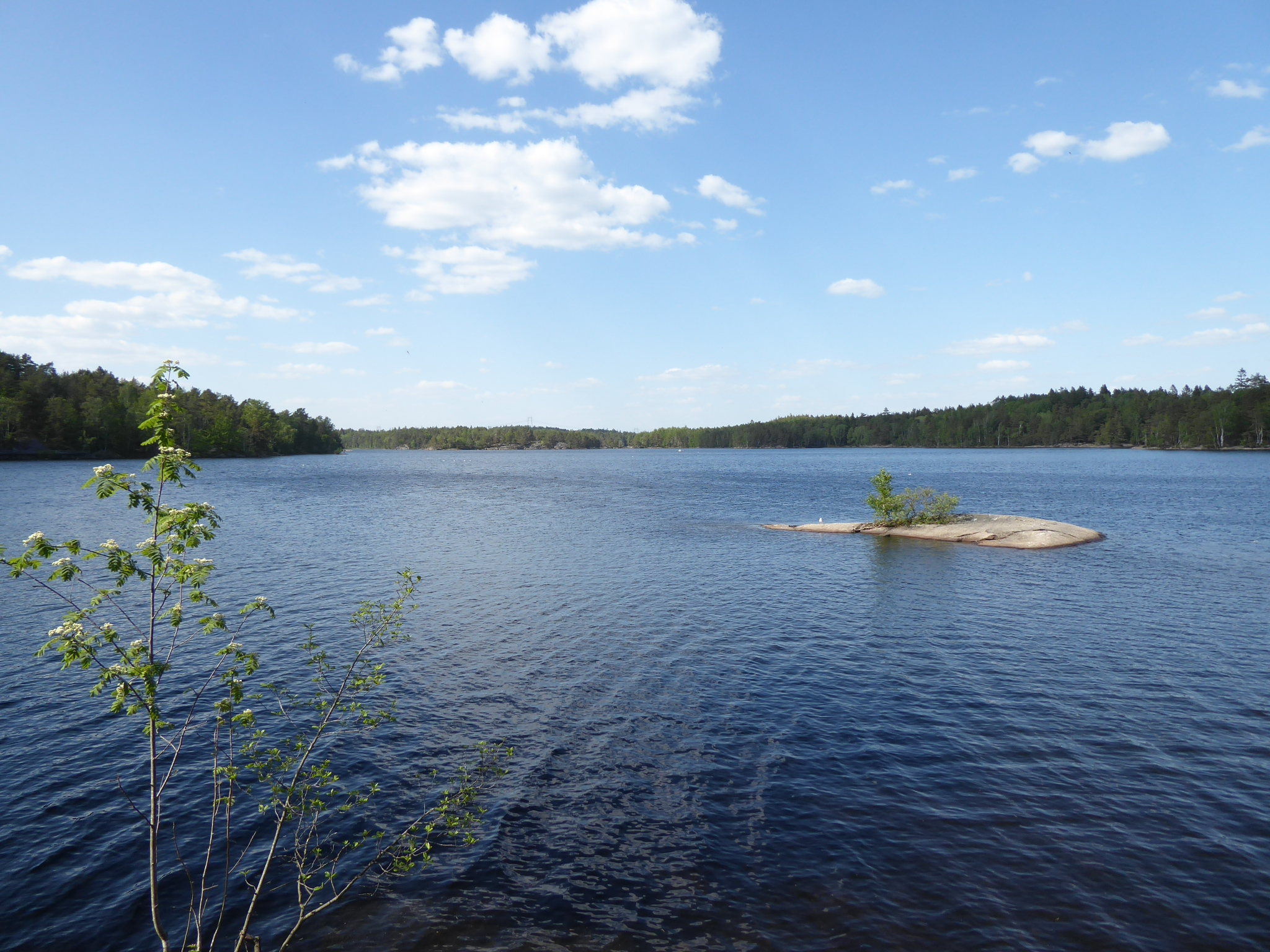
Surtesjön från sydväst i maj 2024.